# 김관식 (시인)
김관식(金冠植, 1934년 5월 10일~1970년 8월 30일)은 대한민국의 시인이자 번역문학가이다. 호는 추수(秋水), 만오(晩悟), 우현(又玄), 현현자(玄玄子)이다. 본관은 사천(四川)이다.

## 생애
충청남도 논산군 구자곡면 소룡리에서 출생하였다. 어려서 한학을 수학하며 동양고전과 유학을 섭렵하였다. 충청남도 논산 강경상업고등학교를 졸업한 후 도립 충남대학교 공과대학 토목공학과와 사립 고려대학교 공과대학 건축공학과를 거쳐 사립 동국대학교 농과대학 농학과를 다니다가 중퇴하였다. 서울상업고등학교 교사로 재직하였다. 서울상고에 교사로 재직하던 1955년 현대문학에 시 〈연〉(蓮), 〈계곡에서〉, 〈자하문 밖〉을 내면서 문단에 등단하였다. 미당 서정주가 김관식을 추천하였는데, 미당은 김관식의 동서이다. 이후 세계일보 논설위원 등을 역임하였다.
1960년 4.19 이후 치러진 국회의원 선거에서, 서울 종로구에 무소속 후보로 출마하여 장면과 겨루었으나 낙마한 뒤 경제적인 궁핍에 시달리다 병을 얻어 37세의 나이로 사망하였다.

## 학력
- 충청남도 논산 강경상업고등학교 졸업
- 충남대학교 토목공학과 중퇴
- 고려대학교 건축공학과 중퇴
- 동국대학교 농과대학 농학과 중퇴

## 유산
대전 보문산 사정 공원에 시 〈다시 광야에〉가 새겨진 김관식 시비가 건립되었으며, 모교인 강경상고내에 시 〈이 가을에〉를 적은 시비가 서 있다.

## 저서
- 《낙화집》(1952)
- 《해 너머가기 전의 기도》(1955)
- 《김관식시선》(1957)
- 《자다가 일어나 보니 배추밭에서》(1967)
- 《가난예찬》(1968)
- 《호피(虎皮) 위에서》(1970)
- 《폐가(廢家)에 부쳐》(1970)
- 《다시 광야에》(1976, 창작과비평사) : 시전집